# Paraocalemia scita
Paraocalemia scita är en skalbaggsart som beskrevs av Holzschuh 2008. Paraocalemia scita ingår i släktet Paraocalemia och familjen långhorningar.
Artens utbredningsområde är Laos. Inga underarter finns listade i Catalogue of Life.